# Perfetto
Perfetto, född 2015 i Kanada, är en kanadensisk varmblodig travhäst. Han tränas och körs av Dagfin Henriksen.

## Bakgrund
Perfetto är en brun valack efter Majestic Son och under Perfect Prelude (efter Cantab Hall). Han föddes upp av Seawind Amg Stbs och ägs av Gerald Haggerty, Camden East, ON. Han tränas och körs av Dagfin Henriksen, verksam i Nordamerika. Han tränades inledningsvis av  Richard "Nifty" Norman.
Perfetto har till april 2022 sprungit in 713 416 dollar på 90 starter varav 25 segrar, 14 andraplatser och 13 tredjeplatser. Han har fått O'Brien Awards för Older Trotting Horse två år i rad (2020, 2021).
Den 17 april 2022 blev Perfetto den sjätte hästen att bjudas in till 2022 års upplaga av Elitloppet på Solvalla. Enligt uppgifter hade en inbjudan till loppet varit klar sedan i mars 2022, men inte meddelats officiellt.